# Османско царство у Првом светском рату
Први светски рат је био оружани сукоб који је захватио велики део света, а жаристе му је било у Европи те је њиме био захваћен велики део европских земаља укључујући и тадашње Османско царство. Ово Царство је у предратно време већ било поприлично слабо те је било у раздобљу „болесника на Босфору”, што значи да је било у стадијуму убрзаног распадања. Унутрашње стање у земљи је било нестабилно и подељено.

## Стање у Османском царству пре уласка у Први светски рат
Током 19. века, Османско царство упорно губи територије као што су: Бугарска, Крет, Босна и Херцеговина итд. У исто време у Царству власт преузима покрет младотурака. Султан Абдул Хамид II је успео да поврати власт. Међутим, главну реч у држави и даље воде младе снаге револуције. Султан је у то време практично био само фигура која нема никакву стварну моћ. Пре Првог светског рата Османско царство је такође претрпело велике губитке од стране Балканског савеза након Балканских ратова. Поседе су изгубили, а држава је ишла у амбис. У току и након Балканских ратова Немачко царство је све више обраћало пажњу на Османско што се поклапало са њиховом политиком према истоку. У исто време се примећују назнаке коме би се приклонило Османско царство у могућем међународном сукобу.
Јуна 1913. године, убијен је Махмут Шевкет-паша доносећи победу револуционарима. Победници су увели реформу Османског Церства по узору на Европу. Уведене су бројне школе европског типа, укинута је полигамија, уведене су девојачке школе што је био велики помак у корист жена. Сходно томе што су реформе биле напредне, нису нарочито подржане те се на њих гледало као на диктатуру терора. Ратови који су следили ослабљују Османске финансије, стварајући им потребу за страним капиталом. С обзиром на то да су Немачко и Отоманско царство били у пријатељским односима, послана је војна јединица под вођством немачког генерала-лајтанта Ота Лимана фон Сандерса на османске територије. Силе Антанте су одмах реаговале на то и Османско царство је остало подељено између утицај двају сила. Најспорније тачке на османској територији су свакако били мореузи: Босфор и Дарданели.

## Османско царство у Првом светском рату

### Почетак рата
Османско царство је 2. августа 1914. године склопило тајни споразум са Немачком јер је било приморано да се приклони једној од водећих сила и заштити се могућим војним нападима. Склоност Немачкој добрим делом био је резултат угњетавачке привредне превласти Француске и Велике Британије. У тајном уговору Немачка је гарантовала војну заштиту у случају напада на Османско царство. Овим уговором Немачка је обећала укидање Капитулација (више међународних уговора којима је Османско царство одустало од потраживања својих права на територије у југоисточној Европи и на Егејском мору), враћање Егејских острва и преправљање источних и северних граница према Русији, Бугарској и Румунији. Младотурска власт водила је политику наоружане неутралности, а план је био да таква политика траје до краја војне реформације.
Када је сам рат почео, било је очито да ће Османско царство морати да стане на неку страну. На чију год страну да су стали не би много профитирали. У случају да Антанта победи, држава би била подељена, а у случају победе Централних сила, држава би била политички и привредно зависна о Немачку. Очајнички покушај да још неко време остане ван рата јесте ступање Османског царства у преговоре са Русијом. Сваки покушај неутралности окончан је оног тренутка када је немачким бродовима одобрено уточиште у османским водама под налетом француских и британских флота. То се догодило 10. августа 1914. године, Антанта је покушала да убеди Османско царство на наставак неутралности, но то је било безуспешно. Русија је објавила рат Османском царству 2. новембра 1914, а Велика Британија и Француска 5. новембра. убрзо после тога Кипар и Египат су потпали под британски протекторат.

### Војни неуспеси
У стратешком погледу положај османских оружаних снага није био ни мало повољан јер су биле присиљене да воде рат на више фронтова: на кавкаском фронту против Русије, у Ираку и Суецком каналу против Велике Британије, у Дарданелима против британско-француске флоте, а на Галипољу против британског експедиционог корпуса. Осим тога, османски одреди су се борили у Галицији, Македонији и Румунији. Најважнији фронтови били су на Кавказу и у Дарданелима, јер су они угрожавали унутрашњост земље. Највише губитака имали су на источном фронту, Руси су 1916. године дошли до подручја Трапезунта, где их је јерменско становништво дочекало са одушевљењем. Одобравајући дочек Руса узет је као повод за масакр јерменског становништва.
На другом главном фронту, Дарданелима, постигла је успех у одбрани. Британци су 1915. године успели да на Галипољу формирају мостобран, али су га ипак изгубили те исте зиме. Упркос успесима на Кавказу у каснијим ратним годиама, борбе су се на свим осталим фронтовима завршавале фијаском. готово сва подручја су падала у руке Велике Британије. Нетурски поданици одбили су помоћ Османском царству искључиво због националистичког става младотурског вођства. Према Балфоровој декларацији, југозападни део Палестине био је неутрална зона и служио је као домовина за јеврејске усељенике.

### Пораз Османског царства
Османско царство је из Првог светског рата изашло као губитник. Дана 14. октобра 1918. године Османско царство затражило примирје, а 30. октобра исте године и капитулирао. Примирје је потписано у Мудросу. Споразумом у Мудросу договорено је непосредна демобилизација турске војске, заробљавање свих ратних бродова и предаја свих османских гарнизона у Сирији, Триполитанији и Месопотамији. Осим тога, савезници су могли да заузму Босфор и Дарданеле. За пораз су оптужени младотурци у чијим је рукама била власт за време ступања Османског царства у Први светски рат. за то се може оптужити њихова раздељена политика будући да је део њих хтео сарадњу са централним силама а други са Антантом.